# Best Friend (Toy-Box)
Best Friend is een bubblegum-hit van het Deense duo Toy-Box, afkomstig van het album Fantastic.
In zowel de Nederlandse Top 40 als de Mega Top 100 staat het 4 weken op de eerste plaats.
Net als de vorige Toy-Boxhit wordt ook de videoclip van Best Friend gepresenteerd als ware het een speelfilm. In de computergeanimeerde videoclip is te zien hoe het duo in een speelgoedwereld leeft. Zangeres Anila woont in een poppenhuis en zanger Amir rijdt rond in een speelgoedauto.
| "Best friend" in de Nederlandse Single Top 100 - binnen: 8 mei 1999 | "Best friend" in de Nederlandse Single Top 100 - binnen: 8 mei 1999 | "Best friend" in de Nederlandse Single Top 100 - binnen: 8 mei 1999 | "Best friend" in de Nederlandse Single Top 100 - binnen: 8 mei 1999 | "Best friend" in de Nederlandse Single Top 100 - binnen: 8 mei 1999 | "Best friend" in de Nederlandse Single Top 100 - binnen: 8 mei 1999 | "Best friend" in de Nederlandse Single Top 100 - binnen: 8 mei 1999 | "Best friend" in de Nederlandse Single Top 100 - binnen: 8 mei 1999 | "Best friend" in de Nederlandse Single Top 100 - binnen: 8 mei 1999 | "Best friend" in de Nederlandse Single Top 100 - binnen: 8 mei 1999 | "Best friend" in de Nederlandse Single Top 100 - binnen: 8 mei 1999 | "Best friend" in de Nederlandse Single Top 100 - binnen: 8 mei 1999 | "Best friend" in de Nederlandse Single Top 100 - binnen: 8 mei 1999 | "Best friend" in de Nederlandse Single Top 100 - binnen: 8 mei 1999 | "Best friend" in de Nederlandse Single Top 100 - binnen: 8 mei 1999 | "Best friend" in de Nederlandse Single Top 100 - binnen: 8 mei 1999 | "Best friend" in de Nederlandse Single Top 100 - binnen: 8 mei 1999 | "Best friend" in de Nederlandse Single Top 100 - binnen: 8 mei 1999 | "Best friend" in de Nederlandse Single Top 100 - binnen: 8 mei 1999 | "Best friend" in de Nederlandse Single Top 100 - binnen: 8 mei 1999 | "Best friend" in de Nederlandse Single Top 100 - binnen: 8 mei 1999 | "Best friend" in de Nederlandse Single Top 100 - binnen: 8 mei 1999 |
| Week                                                                | 01                                                                  | 02                                                                  | 03                                                                  | 04                                                                  | 05                                                                  | 06                                                                  | 07                                                                  | 08                                                                  | 09                                                                  | 10                                                                  | 11                                                                  | 12                                                                  | 13                                                                  | 14                                                                  | 15                                                                  | 16                                                                  | 17                                                                  | 18                                                                  | 19                                                                  | 20                                                                  |                                                                     |
| ------------------------------------------------------------------- | ------------------------------------------------------------------- | ------------------------------------------------------------------- | ------------------------------------------------------------------- | ------------------------------------------------------------------- | ------------------------------------------------------------------- | ------------------------------------------------------------------- | ------------------------------------------------------------------- | ------------------------------------------------------------------- | ------------------------------------------------------------------- | ------------------------------------------------------------------- | ------------------------------------------------------------------- | ------------------------------------------------------------------- | ------------------------------------------------------------------- | ------------------------------------------------------------------- | ------------------------------------------------------------------- | ------------------------------------------------------------------- | ------------------------------------------------------------------- | ------------------------------------------------------------------- | ------------------------------------------------------------------- | ------------------------------------------------------------------- | ------------------------------------------------------------------- |
| Nummer                                                              | 50                                                                  | 15                                                                  | 5                                                                   | 3                                                                   | 1                                                                   | 1                                                                   | 1                                                                   | 1                                                                   | 3                                                                   | 7                                                                   | 9                                                                   | 12                                                                  | 20                                                                  | 26                                                                  | 29                                                                  | 36                                                                  | 53                                                                  | 64                                                                  | 74                                                                  | 85                                                                  | uit                                                                 |